# The Boston Rag
The Boston Rag ist ein Lied von Donald Fagen und Walter Becker, das von Steely Dan 1973 auf dem Album Countdown to Ecstasy veröffentlicht wurde.

## Liedtext
Der Text ist relativ kryptisch und bezieht sich offenbar auf einen Vorfall im Jahr 1965, als ein Drogenmissbrauch des jugendlichen Freunds Lonnie stattfand:

„Lonnie swept the playroom

And he swallowed up all he found

It was forty-eight hours til

Lonnie came around“

„Lonnie durchsuchte das Spielzimmer

Und er schluckte alles, was er fand

Es waren achtundvierzig Stunden, bis

Lonnie zu sich kam“

S. Victor Aaron schrieb dazu:

„Meine Vermutung ist, dass Walter Becker die beiden Strophen geschrieben hat – er gab dies fast zu, als er einmal in einem Interview erklärte, dass das Lied von seiner Heimatstadt New York handelt, nicht von Boston – und Donald Fagen den Refrain geschrieben hat. Auf jeden Fall scheinen Strophe und Refrain in ihrer Bedeutung nicht zusammenzupassen, also ist es ziemlich klar, dass sie zwei Gedankengänge darstellen. Fagen bezog sich wahrscheinlich auf eine alte Jazzmelodie, während Becker eine drogenbezogene Geschichte mit einer Verbindung zu seinem eigenen Leben aus einer früheren Ära erzählt.“

## Besetzung
- Donald Fagen – Gesang, Keyboards
- Walter Becker – Bass-Gitarre, Hintergrundgesang
- Jeff Baxter – Gitarre
- Denny Dias – Gitarre
- Jim Hodder – Schlagzeug, Hintergrundgesang